# Raleigh (Florida)
Raleigh es un lugar designado por el censo ubicado en el condado de Levy en el estado estadounidense de Florida. En el Censo de 2010 tenía una población de 373 habitantes y una densidad poblacional de 74,12 personas por km².

## Geografía
Raleigh se encuentra ubicado en las coordenadas 29°26′52″N 82°28′5″O / 29.44778, -82.46806. Según la Oficina del Censo de los Estados Unidos, Raleigh tiene una superficie total de 5.03 km², de la cual 5.03 km² corresponden a tierra firme y (0%) 0 km² es agua.

## Demografía
Según el censo de 2010, había 373 personas residiendo en Raleigh. La densidad de población era de 74,12 hab./km². De los 373 habitantes, Raleigh estaba compuesto por el 41.82% blancos, el 55.23% eran afroamericanos, el 1.34% eran amerindios, el 0.27% eran asiáticos, el 0% eran isleños del Pacífico, el 0% eran de otras razas y el 1.34% pertenecían a dos o más razas. Del total de la población el 2.68% eran hispanos o latinos de cualquier raza.